# Тишко Артем Геннадійович
Артем Геннадійович Тишко (нар. 30 жовтня 2001) — український футболіст, півзахисник херсонського «Кристалу».

## Життєпис
До складу «Кристала» приєднався 2019 року. У футболці херсонського клубу дебютував 5 жовтня 2019 року в переможному (5:2) домашньому поєдинку 13-о туру групи Б Другої ліги проти краматорського «Авангарда-2». Артем вийшов на поле на 90-й хвилині, замінивши Михайла Лаптєва. 